# Netherton (Hampshire)
Netherton – osada w Anglii, w hrabstwie Hampshire. Leży 29 km na północ od miasta Winchester i 96 km na zachód od Londynu.